# قاو لي
قاو لي (بالصينية: 高磊) هو ترامبوليني ‏ صيني، ولد في 3 يناير 1992 في شانغهاي في الصين.

## وصلات خارجية
- قاو لي على موقع الاتحاد الدولي للجمباز (licence) (الإنجليزية)
- قاو لي على موقع الاتحاد الدولي للجمباز (biography) (الإنجليزية)
- قاو لي على موقع اللجنة الأولمبية الدولية (الإنجليزية)
- قاو لي على موقع أوليمبيديا (الإنجليزية)
- قاو لي على موقع اللجنة الأولمبية الصينية (الإنجليزية)